# Spinostropheus
Spinostropheus gautieri is een vleesetende theropode dinosauriër, behorend tot de Ceratosauria, die tijdens het middelste Jura  leefde in het gebied van het huidige Niger.

## Vondst en naamgeving
In 1959 voerde Albert-Félix de Lapparent opgravingen uit bij Oued Timmersöi ten westen van In Tedreft in de Agadezwoestijn. Daarbij werden ook botten gevonden van een theropode.
In 1960 benoemde de Lapparent op basis hiervan een tweede soort van Elaphrosaurus: Elaphrosaurus gautieri. De soortaanduiding eert François Gautier die mede bij de opgraving betrokken was.
Het holotype, MNHN 1961-28, is gevonden in een laag van de Tiourarenformatie die dateert uit het Bathonien-Oxfordien. De Lapparent dacht nog dat het lagen uit het vroege Krijt betrof. Het bestaat uit een gedeeltelijk skelet zonder schedel. Bewaard zijn gebleven: een halswervel, zeven stukken ruggenwervel, drie stukken van het heiligbeen, vijf staartwervels, een opperarmbeen, de onderkant van een schaambeen, de onderkant van een dijbeen, een stuk scheenbeen, een stuk kuitbeen, een middenvoetsbeen, vier stukken van de middenvoet en een teenkootje. Als paratypen werden een ellepijp, een middenvoetsbeen en een tweede gedeeltelijk skelet met wervels en delen van de ledematen aangewezen.
De toeschrijving aan Elaphrosaurus was niet gebaseerd geweest op een bijzondere anatomische overeenkomst maar slechts op ouderdom, grootte en de herkomst uit Afrika. In 2004 benoemden daarom Paul Sereno, John Wilson en Jack Lee Conrad een apart geslacht: Spinostropheus. De geslachtsnaam is afgeleid van het Latijn spina, "doorn", en het Oudgrieks στροφεύς, stropheus, "wervel", een verwijzing naar de doornuitsteeksels van de wervels. Sereno wees een derde skelet toe, specimen MNN TIG6, bestaande uit een reeks wervels van de nek en rug samen met wat ribben.

## Beschrijving
Spinostropheus is een middelgrote roofsauriër. Gregory S. Paul schatte in 2010 de lichaamslengte op vier meter, het gewicht op tweehonderd kilogram.
Sereno stelde in 2004 enkele onderscheidende kenmerken vast die naar huidige inzichten nog geldig zijn. Bij de middelste halswervels helt het voorste facet van het wervellichaam sterk naar voren, een hoek van 30° makend met het achterste facet. Dit impliceert dat de nek sterk gekromd is. De middelste halswervels hebben pneumatische uithollingen, pleurocoelen, op de voorste zijkanten welke in tweeën gedeeld zijn door een richel. De middelste halswervels hebben epipofysen, uitsteeksels op de bovenste achterkant, welke van boven naar beneden gemeten sterk afgeplat zijn. De middelste halswervels hebben brede rechthoekige doornuitsteeksels.

## Fylogenie
Sereno vond Spinostropheus in 2002 in een kladistische analyse als het zustertaxon van de Abelisauria. Daarbij waren echter alleen gegevens van specimen MNN TIG6 verwerkt. In 2008 stond Spinostropheus in een analyse van Matthew Carrano lager in de stamboom, basaal in de Ceratosauria, buiten de Neoceratosauria sensu Holtz.